# おぼろづき
おぼろづきは、イネの品種の1つ。低アミロース米である。

## 概要
農研機構により育成された品種。北海292号の系統番号で試験に供され、2003年に水稲農林389号「おぼろづき」として命名登録された。ごく薄く白濁する特性を朧月に例えたもの。
アミロースの含有率は約14%で、これまでの北海道産の粳米と低アミロース米の中間ほど。ほのかな甘みと独特な風味があり、冷めても硬くなりにくい。2018年現在、市販されている北海道産米の中では粘りが最も強く、食味試験で「コシヒカリ」に近い評価を受けている。2006年の第8回米・食味分析鑑定コンクールでは、総合部門で美唄産の「おぼろづき」が、北海道産としては初めての金賞を受賞した。一定の品質基準を満たしたものは、「八十九」のブランド名で販売されている。
2006年（平成18年）より本格的に道内での作付が始まり、ピーク時の2009年（平成21年）には作付面積が6,253haに達するが、以後は作付が減少傾向にある。2020年現在の道内での作付面積は2,163haで、品種別では「ふっくりんこ」に次いで第5位。

## 沿革
当初、注目されなかったが、2004年、札幌テレビ放送のバラエティー番組の「1×8いこうよ!」の食味試験結果により脚光を浴び、大ブレイク。今日の作付拡大につながった。
交配組合せ：空育150号（あきほ）×95晩37（きらら397の培養変異）